# John Eaton

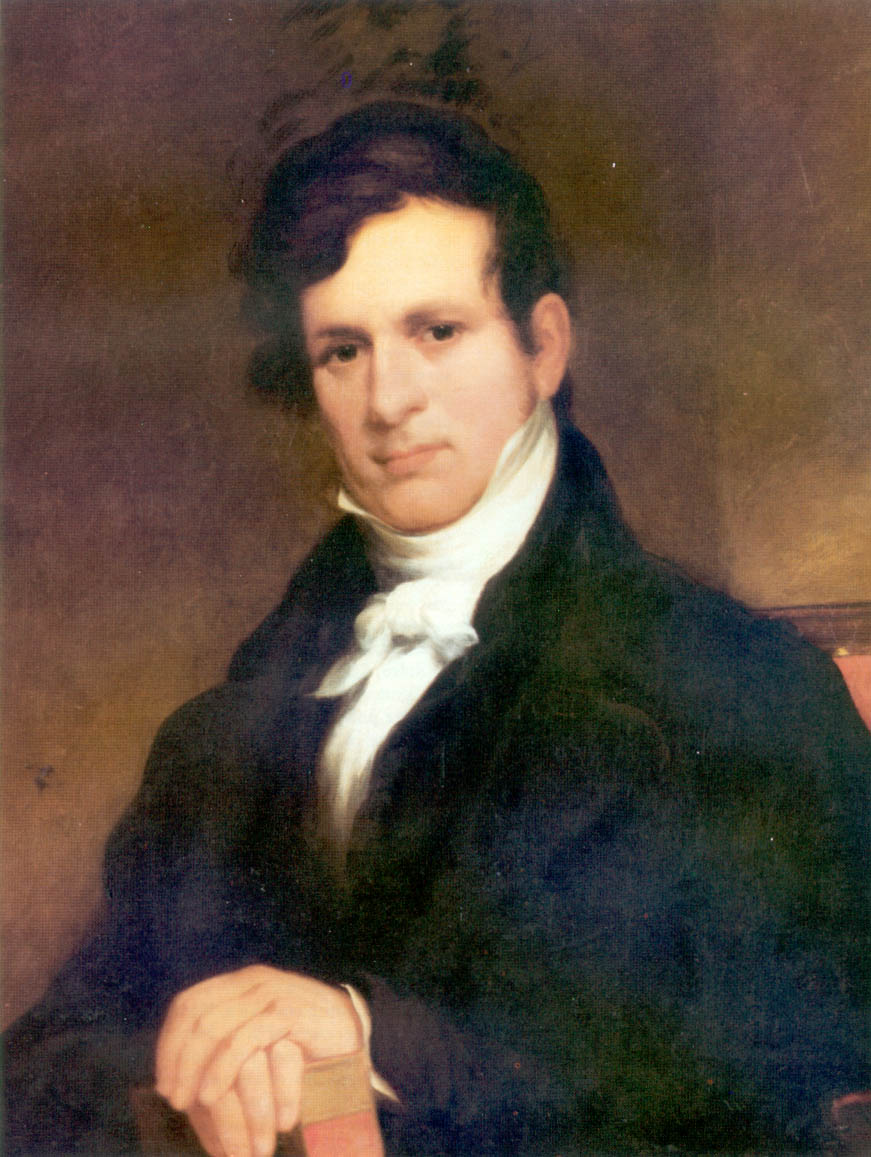
John Henry Eaton

John Henry Eaton (18 de junho de 1790 — 17 de novembro de 1856) foi um político e diplomata estadunidense. Serviu como senador e secretário da guerra durante a presidência de Andrew Jackson. Eaton destaca-se por ter sido o senador mais jovem dos Estados Unidos, tendo 28 anos na época de sua posse.